# Kiotina bifurcata
Kiotina bifurcata és una espècie d'insecte plecòpter pertanyent a la família dels pèrlids.

## Descripció
- Els adults són de color marró fosc a negre amb el cap i el pronot negres, els ocels molt separats, el pronot amb rugositats, l'abdomen més pàl·lid i les potes i les antenes fosques.
- La longitud de les ales posteriors dels mascles és de 12 mm.
- Ni la femella ni la larva no han estat encara descrites.[3]

## Hàbitat
En el seu estadi immadur és aquàtic i viu a l'aigua dolça, mentre que com a adult és terrestre i volador.

## Distribució geogràfica
Es troba a Àsia: la Xina (Fujian).